# PMR-3

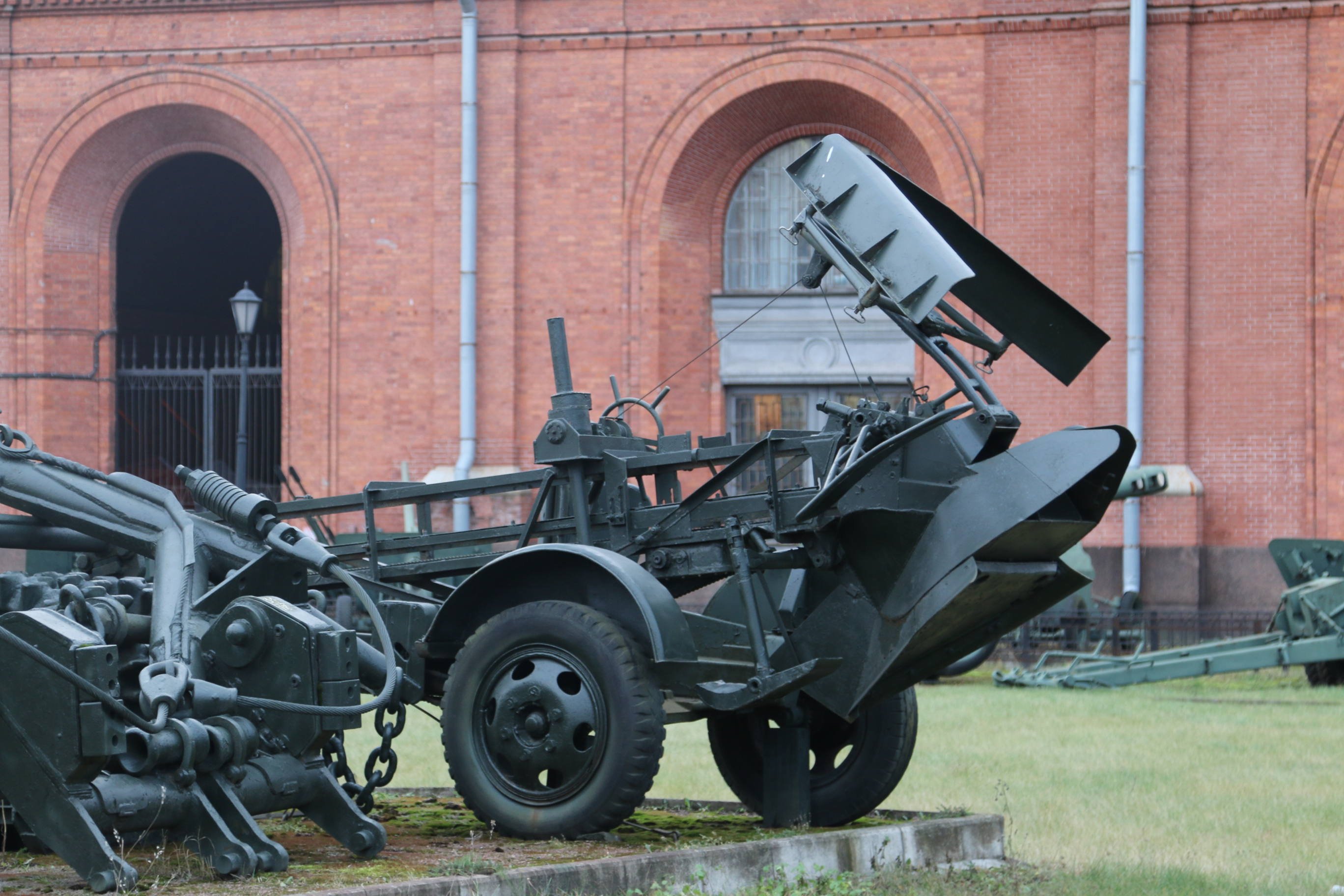
PMR-3 na wystawie muzealnej

PMR-3 – radziecki, holowany ustawiacz min. 
Do holowania PMR-3 wykorzystywany jest samochód ciężarowy (Wojsko Polskie stosowało w tej roli samochody typu Star 266 lub Star 660), na platformie którego znajduje się magazyn min oraz 2-3 osoby układające ładunki na pochylnię ustawiacza. Jeden członek obsługi znajduje się na ustawiaczu i bezpośrednio obsługuje proces ustawiania. Pojazd może minować teren minami przeciwpancernymi TM-62M, MPP-61, PT-Mi-Ba-III i MPP-B. Podczas pracy PMR-3 jest holowany z prędkością 2-10 km/h. Ładunki mogą być ustawiane w odstępach 4 lub 5,5 metra z wydajnością 600-900 min na godzinę. PMR-3 znajdował się na uzbrojeniu Armii Radzieckiej i innych armii krajów Układu Warszawskiego w tym Wojska Polskiego. Z uwagi na to, że ustawiacz ten jest obecnie konstrukcją przestarzałą, WITI opracował jego zmodernizowaną wersję oznaczoną jako UMP-03.